# Dream Away
Singles de George Harrison
I Really Love You
(1982) I Don't Want to Do It
(1985)
Pistes de Gone Troppo
Baby Don't Run Away Circles
Dream Away est une chanson composée par George Harrison en 1981 pour le générique du film Bandits, bandits de Terry Gilliam.

## Historique
Le film Bandits, bandits est produit par la société HandMade Films dont le producteur exécutif est George Harrison. Celui-ci, au moment des pourparlers avec le réalisateur Terry Gilliam, propose d'écrire plusieurs chansons pour ce film. Gilliam s'oppose à l'idée d'un film musical et une seule chanson, Dream Away, sera entendue lors du générique final.
Comme aucune bande originale n'est mise en marché, la chanson est incluse en 1982 sur l'album Gone Troppo et sortie en single (au Japon exclusivement, en 1983). Elle n'est pas entrée dans les charts.